# Maria Isabel Barreno
Maria Isabel Barreno de Faria Martins GOIH (Lisboa, 10 de Julho de 1939 - Lisboa, 3 de Setembro de 2016) foi uma escritora, ensaísta, artista plástica e jornalista portuguesa.

## Biografia
Nasceu em Lisboa, na freguesia do Socorro. Os seus pais moravam no Areeiro, onde passou a sua infância e adolescência.

Aos 6 anos ficou doente em casa, começando a ler muito a partir dessa altura.
Estudou no Colégio do Sagrado Coração de Maria de Lisboa, onde fez a primária até à conclusão do ensino secundário. Entrou na Faculdade de Letras da Universidade de Lisboa, onde se licenciou em Ciências Histórico-Filosóficas.
Depois de se licenciar, foi trabalhar para o Instituto de Investigação Industrial.
Dedicou-se à causa do feminismo tendo feito parte do Movimento Feminista de Portugal juntamente com as escritoras Maria Teresa Horta e Maria Velho da Costa, as Três Marias.
A 8 de Março de 2004 foi feita Grande-Oficial da Ordem do Infante D. Henrique.
Em 2017, o Prémio Mulheres Criadoras de Cultura  atribuído pelo Estado português através da  Comissão para a Cidadania e a Igualdade de Género e do Gabinete de Estratégia, Planeamento e Avaliação Culturais foi renomeado, em sua homenagem, passando a designar-se prémio  Maria Isabel Barreno - Mulheres Criadoras de Cultura. 

## Obras
- Adaptação do Trabalhador de Origem Rural ao Meio Industrial Urbano (1966)
- A Condição da Mulher Portuguesa (1968) (colaboração)
- De Noite as Árvores São Negras (1968)
- Os Outros Legítimos Superiores (1970)
- Novas Cartas Portuguesas (1971) (Co-autora juntamente com Maria Teresa Horta e Maria Velho da Costa)
- A Morte da Mãe (1972)
- A Imagem da Mulher na Imprensa (1976)
- Inventário de Ana (1982)
- Contos Analógicos (1983)
- Sinos do Universo (1984)
- Contos (1985)
- Célia e Celina (1985)
- O Mundo Sobre O Outro Desbotado (1986)
- O Falso Neutro (1989)
- O Direito ao Presente (1990)
- Crónica do Tempo (1991) - Prémio Fernando Namora
- O enviado (1991)
- O Chão Salgado (1992)
- Os Sensos Incomuns (1993) - Prémio P.E.N. Clube Português de Ficção, Grande Prémio de Conto Camilo Castelo Branco[4]
- O Senhor das Ilhas (1994)
- As Vésperas Esquecidas (1999)